# Kronjuwelen (Album)
Kronjuwelen ist das dritte Best-of-Album des deutschen Rappers Sido. Es erschien am 7. Dezember 2018 über das Label Urban Records und wird dem Genre Hip-Hop zugeordnet.

## Entstehung und Artwork
Entstehung
Am 26. Oktober 2018 kündigte Sido in einem Video über Instagram sein neues Best-of-Album an. Neben größeren Hits wie Astronaut und Liebe seien zudem zwei bis dato noch unveröffentlichte Songs auf dem Album vertreten: Tausend Tattoos und 4 Uhr nachts, das ein Feature mit Haftbefehl und Kool Savas darstellt.
Artwork
Das Albumcover zeigt eine Collage von Sidos vorherigen Albumcovern.

## Titelliste
| CD 1: 1. Tausend Tattoos – 3:27 2. 4 Uhr nachts (feat. Haftbefehl & Kool Savas) – 3:15 3. Jedes Wort ist Gold wert (mit Kool Savas) – 3:30 4. Neue Welt (mit Kool Savas feat. Lakmann) – 4:06 5. Hamdullah – 3:10 6. Masafaka (feat. Kool Savas) – 3:47 7. Geuner – 3:13 8. Ja man (feat. Estikay) – 3:43 9. Löwenzahn (feat. Olexesh) – 4:02 10. Ackan (feat. Dillon Cooper) – 4:19 11. Astronaut (feat. Andreas Bourani) – 4:00 12. Zuhause ist die Welt noch in Ordnung (feat. Adel Tawil) – 3:32 13. Zu Strasse – 4:13 14. Gürtel am Arm – 3:58 15. Einer dieser Steine (feat. Mark Forster) – 3:57 16. Liebe – 3:16 17. Papa ist da – 3:14 18. 30-11-80 (feat. Eko Fresh, Lakmann One, Laas Unltd., Nazar, Frauenarzt, Manny Marc, Bushido, BK, Olli Banjo, Tarek, Smudo, Erick Sermon, MoTrip, Moses Pelham, Bass Sultan Hengzt, Afrob, Dokter Renz & B-Tight) – 10:19 19. Maskerade (feat. Genetikk & Marsimoto) – 3:04 20. Geboren um frei zu sein (feat. Rio Reiser) – 3:43 | CD 2: 1. Richtung Para (Capital Bra feat. Sido) – 2:39 2. Gheddo Reloaded (Eko Fresh feat. Sido) – 3:48 3. Pablo Picasso (Basstard feat. Kontra K, Ozan & Sido) – 3:15 4. Ganglove (Shadow030 feat. Sido) – 4:18 5. Nie mehr broke (Mortel feat. Fler & Sido) – 4:40 6. Schwitze im Bugatti (Olexesh feat. Sido) – 2:56 7. Liebs oder lass es (Genetikk feat. Sido) – 3:01 8. Kein bisschen reifer (Pillath feat. Sido) – 2:53 9. Job verloren (Olli Banjo feat. Amanda & Sido) – 3:33 10. Aschenflug (Adel Tawil feat. Prinz Pi & Sido) – 3:23 11. Die Jungs dabei (Estikay feat. Adesse & Sido) – 3:23 12. Triumph (Kool Savas feat. Adesse, Azad & Sido) – 3:44 13. Männer weinen nicht (Adesse feat. Sido) – 3:31 14. Die Nacht von Freitag auf Montag (SDP feat. Sido) – 3:54 15. Blau (Amanda feat. Sido) – 3:02 16. Eazy (B-Tight feat. Sido) – 3:11 17. Der Kommissar (Falco feat. Sido) – 3:09 18. Müde & rastlos (Chefket feat. Crackaveli & Sido) – 3:49 |

## Rezeption

### Rezensionen
| Professionelle Bewertungen | Professionelle Bewertungen |
| Kritiken                   | Kritiken                   |
| Quelle                     | Bewertung                  |
| -------------------------- | -------------------------- |
| laut.de                    | [ 3 ]                      |

Robin Schmidt von der Internetseite Laut.de bewertete Kronjuwelen mit drei von möglichen fünf Punkten. So sei „es kein bloßer Ritt durch die letzten Jahre“, da das Album mit zwei ganz neuen Songs eingeleitet werde. Zwar handle es sich bei Tausend Tattoos um keine „innovative neue Songidee“, jedoch funktioniere „die Single auch als lupenreiner Abklatsch fürs Radio“. „Tiefsinnige Lyrics“ bleiben bei 4 Uhr nachts aus, dafür „rummst der Beat von DJ Desue ordentlich durch die Kofferraumboxen“. Großes Lob erntet der Song 30-11-80, welcher als ein „mehr als abwechslungsreicher Track“ bezeichnet wird, den man „in Dauerschleife laufen lassen könnte“. Anhand der Auswahl der Sido-Features, aus denen der zweite Teil des Albums ausschließlich bestehe, sehe man sehr deutlich, dass Sido mittlerweile „alles und jeden bedient“. Insgesamt sei sowohl für „Anhänger aus älteren Tagen als auch für neu dazugekommene Fans“ etwas dabei.

### Chartplatzierungen
Kronjuwelen stieg am 14. Dezember 2018 auf Platz 4 der deutschen Albumcharts ein und konnte sich eine Woche in den Top 10 sowie insgesamt 13 Wochen in den Top 100 platzieren. In den Hip-Hop-Charts erreichte das Album für eine Woche die Chartspitze und avancierte zu Sidos viertem Nummer-eins-Album in dieser Chartliste. In der Schweizer Hitparade erreichte das Album am 16. Dezember 2018 Platz 6 der Charts und konnte sich dort 10 Wochen in den Charts halten. Am 21. Dezember 2018 stieg Kronjuwelen auf Platz 15 in die österreichischen Albumcharts ein, dort konnte es sich ebenfalls 10 Wochen in der Hitparade platzieren. 2019 belegte Kronjuwelen Rang 83 der deutschen Album-Jahrescharts.
| ChartsChartplatzierungen | Höchstplatzierung | Wochen |
| ------------------------ | ----------------- | ------ |
| Deutschland (GfK)        | 4 (13 Wo.)        | 13     |
| Österreich (Ö3)          | 15 (10 Wo.)       | 10     |
| Schweiz (IFPI)           | 6 (10 Wo.)        | 10     |

| ChartsJahrescharts (2019) | Platzierung |
| ------------------------- | ----------- |
| Deutschland (GfK)         | 83          |